# It Started with a Kiss
It Started with a Kiss (bra Começou Com um Beijo) é um filme de comédia romântica estadunidense dirigido por George Marshall e estrelado por Glenn Ford e Debbie Reynolds. Foi lançado pela Metro-Goldwyn-Mayer em 19 de agosto de 1959.

## Elenco
- Glenn Ford ...Sgt. Joe Fitzpatrick
- Debbie Reynolds ...Maggie Putnam
- Eva Gabor ...Marquesa Marion de la Rey
- Gustavo Rojo ...Antonio Soriano
- Fred Clark ...Maj. Gen. Tim O'Connell
- Edgar Buchanan ...Richard Tappe, congressista
- Harry Morgan ...Charles Meriden (as Henry 'Harry' Morgan)
- Robert Warwick ...Muir, congressista
- Frances Bavier ...Sra. Tappe
- Netta Packer ...Sra. Muir
- Robert Cunningham ...prefeito
- Alice Backes ...Sally Meriden
- Carmen Phillips ...Belvah
- Robert Hutton ...Alvin Ashley (sem créditos)
- Richard Deacon ... Capt. Porter (sem créditos)

## Produção
O filme foi parcialmente rodado em locações em Madri e Cádiz, na Espanha.